# Tavazzano con Villavesco
Tavazzano con Villavesco är en kommun i provinsen Lodi i regionen Lombardiet i Italien. Kommunen hade 6 034 invånare (2018).